# Мужская сборная Хорватии по софтболу
Мужская национальная сборная Хорватии по софтболу — представляет Хорватию на международных софтбольных соревнованиях. Управляющей организацией выступает Ассоциация софтбола Хорватии (хорв. Hrvatski softball savez, англ. Croatian Softball Association).

## Результаты выступлений

### Чемпионаты Европы
| Год       | Победы         | Поражения      | Место          |
| --------- | -------------- | -------------- | -------------- |
| 1993—2001 | не участвовали | не участвовали | не участвовали |
| 2003      |                |                | 8              |
| 2005      |                |                | 8              |
| 2007      |                |                | 6              |
| 2008      |                |                | 6              |
| 2010      |                |                | 7              |
| 2012      | 2              | 6              | 5              |
| 2014      | 0              | 8              | 7              |
| 2016      | 2              | 3              | 7              |
| 2018      | 6              | 3              | 7              |
| 2021      | 5              | 4              | 3              |